# Уиннипесоки (река)
Уиннипесоки (англ. Winnipesaukee) — река в центральной, озёрной части штата Нью-Гэмпшира, США. Река Уиннипесоки соединяет озеро Уиннипесоки, из которого она вытекает, с реками Пемиджуоссит и Мерримак во Франклине, штат Нью-Гэмпшир).
Длина реки — 16,9 км. Бассейн реки — 1264 км². Высота истока — 153 м над уровнем моря.

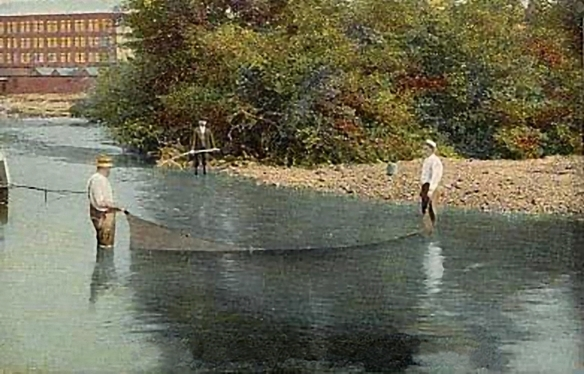
Река Уиннипесоки в 1907 году, во Франклине

Уиннипесоки сливается с Пемиджуоссит в центре Франклина, образуя реку Мерримак.